# Pierre Mondy
Pierre Mondy, cuyo nombre real era Pierre Cuq (Neuilly-sur-Seine, 10 de febrero de 1925 - París, 15 de septiembre de 2012) fue un actor y director francés.

## Biografía
Comenzó su carrera en el cine en 1949 y apareció en más de 140 películas. En 1960, recibió reconocimiento internacional por el papel de Napoleón Bonaparte en la película Austerlitz dirigida por Abel Gance. En 1970, su película más exitosa fue la comedia Mais où est donc passée la septième compagnie?. Desde 1992 hasta 2005, apareció en la serie Les Cordier, juge et flic. Dirigió cuatro películas, trece episodios de televisión y dos adaptaciones a la televisión.
En los últimos años, venía padeciendo un linfoma.

## Teatro
- Drôle de couple (1966).
- La Cage aux Folles (1973). - Dirección -.
- Ardèle ou la Marguerite (1975). - Dirección -
- Le Dîner de cons (1993) - Dirección -.

## Filmografía selecta
- Les Compagnes de la nuit (1953)
- Capitaine Pantoufle (1953)
- Le Guérisseur (1953)
- Ni vu, ni connu (1958)
- Les Mystères de Paris (1962)
- Week-end à Zuydcoote (1964)
- The Sleeping Car Murders (1965)
- Forbidden Priests (1973)
- A Man and His Dog (2009)